# 桑萨波尔

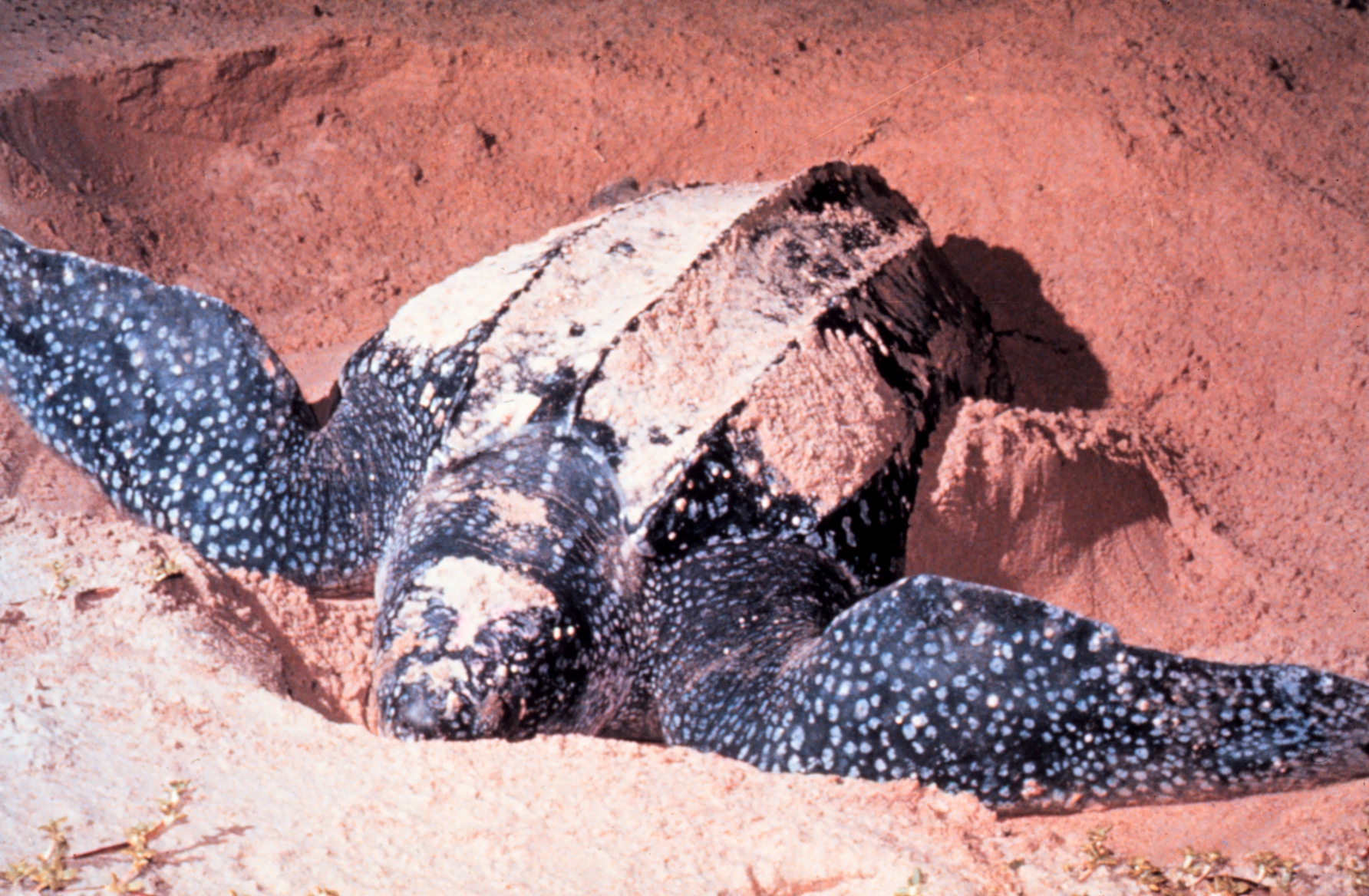
棱皮海龟

桑萨波尔（Sansapor）又叫绍萨波尔（Sausapor）是印度尼西亚西巴布亚省坦布劳乌县的一个城镇，位于极乐鸟半岛西北海岸。2010年普查，桑萨波尔区（印尼语：Kecamatan Sansapor）人口共2,633，城镇人口约1000人。桑萨波尔是海龟、鸟类的栖息地和繁殖场。
第二次世界大战中，这里是桑萨波尔战役的主战场，现在城镇附近还遗留有奥普马莱角机场，二战后已荒废。
桑萨波尔位于新几内亚岛最北端的海角西南十五公里，沃维河的入海口附近，周围森林密布，东南是丘陵带。这一地区的海滩被称为“绿色海滩”，可看到水下12-15米的海底，年降水量约7600毫米。

## 资料来源
1. ↑  Biro Pusat Statistik, Jakarta, 2011.
2. 1 2  Morison, Samuel Eliot. . University of Illinois Press. 2001: 140–4  [2017-03-04]. ISBN 0-252-07038-0. （原始内容存档于2017-03-05）.
3. ↑  Catton, Ellis (2007). The Other Side of War （页面存档备份，存于）. AuthorHouse. pp. 5–6. ISBN 1-4343-5768-6.